# Здание Балтийского дома
Здание Балтийского дома (здание театра имени Ленинского комсомола) — памятник архитектуры. Расположен в Петроградском районе Санкт-Петербурга, современный адрес дома — Александровский парк, 4.

## История
23 ноября 1932 года сгорело находившееся на этом месте левое крыло «Народного дома» — Красный театр, бывший Драматический театр Народного дома.
Театральное здание было задумано как первое в стране здание специально для молодёжи (театр специализировался на темах героического труда, идеях и стремлениях аудитории). Его построили с использованием фундамента и отдельных стен ранее существовавшего здания; подписка в фонд постройки нового здания была открыта на отдельных производствах ещё в день пожара.
Конкурс на проект здания был объявлен в марте 1933 года, в нём участвовали Н. А. Троцкий, Е. И. Катонин, Л. М. Поляков, А. П. Великанов и победившая в итоге бригада Н. А. Митурича (В. К. Крылов, В. П. Макашов, В. И. Пятунин). Упоминается, что исходный проект мог принадлежать Н. А. Троцкому и Н. А. Митуричу, но дальнейшая разработка принадлежала уже только упомянутой бригаде. Строительство началось в октябре 1933 года и закончилось в 1939 году (по другим данным, строительство был завершено в 1936 году, после чего проходила отделка балкона и оборудование сцены).

## Интерьеры
Зрительный зал был рассчитан на 1520 мест (350 мест на балконе и «более 1100 мест» в амфитеатре, вероятно, 1167 и места в ложах). В плане он приближен к квадрату. К одной из наибольших сцен в городе примыкает большая арьерсцена. В зале не стали делать интерьерных акцентов, он выполнен скромно; на 1983 год стены и частично потолок были выкрашены в чёрный цвет, изначально зал проектировался в светлой гамме.
В здании сделан просторный вестибюль. Широкий проход между гардеробами ограничен колоннадами. В фойе на второй этаж ведёт лестница из белого мрамора у торцевой стены-витража, за которой был предусмотрен зимний сад. Фойе оформлено колоннами и балконами между ними, световым плафоном и люстрами. В оформлении использован искусственный мрамор, ценные породы дерева, электроарматура. Барельефы по верхнему фризу фойе создал Л. А. Дитрих.
На третьем этаже в проекте предусматривался экспериментальный Малый зал на 162 места.

## Внешний вид
Лицевой фасад обращён к Александровскому парку и Кронверкскому проспекту. У него сильно акцентирован главный вход: он сделан на аттике с двумя ризалитами, украшенными колоннами упрощённого коринфского ордера, за которыми в центральной части сделана глубокая ниша с полукруглым завершением сверху; всё это создаёт игру светотени и придают зданию торжественность и парадность. В нише аттика по проекту предполагалось установить скульптурную композицию «Парижская коммуна», а перед пилонами планировалось установить бронзовые скульптуры.
Объёму театрального зала на фасаде соответствуют пилястры и высокие окна.